# وعده غذایی بی‌تی‌اس

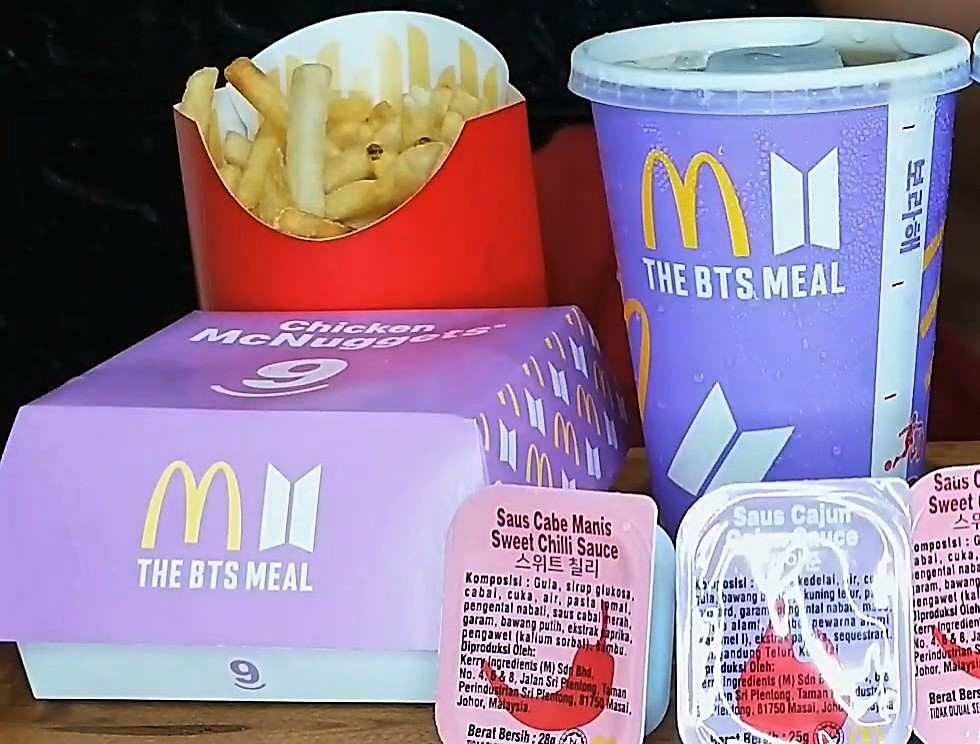
یک وعده غذایی بی‌تی‌اس در اندونزی

وعده غذایی بی‌تی‌اس (انگلیسی: BTS Meal) یک وعده غذایی بود که با همکاری برند فست فود بین‌المللی زنجیره‌ای مک‌دونالد و گروه پسرانهٔ کی-پاپ، بی‌تی‌اس به فروش می‌رسید. این وعده غذایی که شامل ناگت مرغ، سیب‌زمینی سرخ‌کرده، یک کوکا کولای متوسط و دو سس دیپ (فلفل چیلی شیرین و کاجون) بود، از ۲۶ مه تا ۲۰ ژوئن ۲۰۲۱ در کشورهای منتخب معرفی شد و در نهایت به پنجاه کشور رسید.

## توضیحات محصول
وعده غذایی بی‌تی‌اس شامل ۹ یا ۱۰ قطعه ناگت مرغ، سیب‌زمینی سرخ‌کرده، یک کوکا کولای متوسط و دو سس دیپ (فلفل چیلی شیرین و کاجون) بود و از «دستورالعمل‌های کره جنوبی محبوب مک دونالد» الهام گرفته شده‌است.